# ویزیت پزشکی

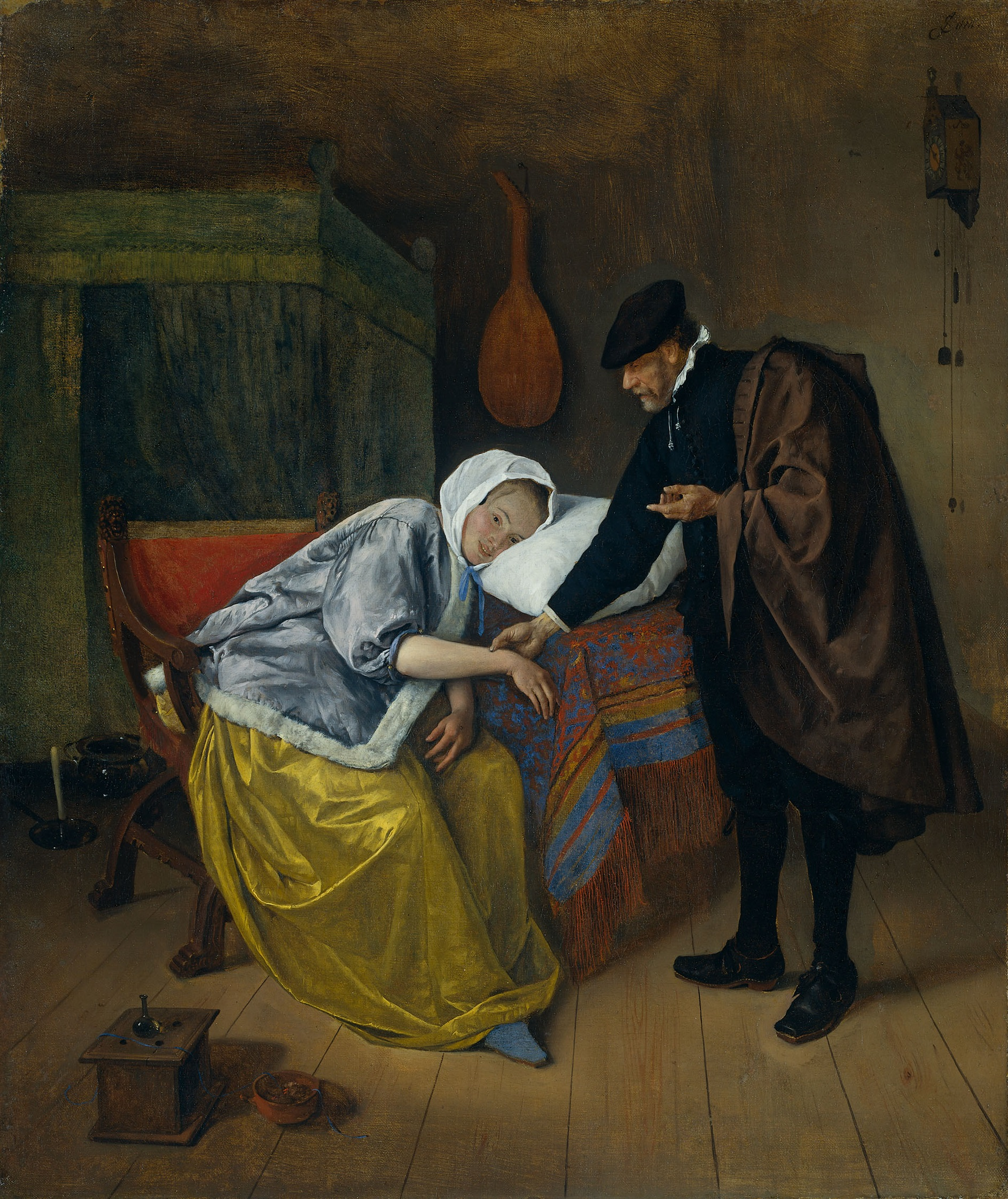
یان استین's The Doctor's Visit, c. ۱۶۶۳

ویزیت پزشکی (انگلیسی: Doctor's visit) به معاینه حضوری بیمار توسط پزشک می‌گویند.